# حماض كبير
الحماض أو الحُمَّاض الكَبِيرأو حميض الحقل ، واسمه العلمي Rumex patientia، هو نوع من الحُمَّاض.